# Filon z Byblos
Filon z Byblos (gr. Φίλων Βύβλιος, Phílōn Býblios; łac. Philo Byblius Philo Byblius; ur. ok. 64 w Byblos, zm. 141) – starożytny pisarz, Fenicjanin z pochodzenia, autor greckich pism gramatycznych i historycznych. Znany przede wszystkim z dzieła Phoinikika (lub Phoinikikē historia), przedstawiającego dzieje i kulturę Fenicji, a powstałego z tłumaczenia tekstów kapłana Sanchuniatona.
Żył w czasach rządów cesarza Hadriana, którego historię panowania spisał.. Imię Herennios może wskazywać, iż był klientem konsula Herenniusa Severusa, dzięki któremu mógł zyskać status obywatela rzymskiego.
Znany również jako Herennios Philon, był autorem słownika synonimów, zbioru postaci naukowych pisarzy wraz z ich dziełami uporządkowanymi według kategorii, a także katalogu miast z ich wybitnymi obywatelami oraz zaginionej biografii (Vita) Hadriana. Niektóre jego pisma znane są jedynie z tytułów; inne fragmentarycznie zachowały się w postaci częściowych cytatów wśród przytaczanych wypowiedzi innych autorów.
Napisana po grecku (w 8 lub 9 księgach) Historia fenicka Filona była na tyle szeroko cytowana przez Euzebiusza z Cezarei w jego Praeparatio Evangelica, że fragmenty te zostały zebrane i osobno przetłumaczone. Cytaty Euzebiusza są często uporządkowane odwrotnie do pierwotnych intencji autora, gdyż źródła religii fenickiej przytoczono wyłącznie w celu ich dyskredytowania. Ocalałe fragmenty pochodzące z dzieła Filona wskazują na łączenie się prastarych tradycji fenickich z mitologią grecką, wierzeniami zaratusztriańskimi i staroegipskimi wierzeniami o bogu z głową ibisa, Thocie, którego pisarz nazywa Taautos (względnie Tauthos). Podobnie jak starożytni Egipcjanie, nadaje on temu bóstwu cechy kwestionowane w IV-wiecznej chrystologii, określając go jako „odwieczny, niezrodzony, niepodzielny”.
W opinii Euzebiusza Filon odnalazł ukryte teksty mitologiczne starożytnych Fenicjan zebrane przez fenickiego kapłana Sanchuniatona, który z kolei według Euzebiusza/Filona miał przetłumaczyć święte zapisy z kolumn w świątyniach Byblosu. Filon miał również przetłumaczyć wszystkie (bądź niektóre) części pism Sanchuniatona w swej Historii fenickiej. Według Porfiriusza Sanchuniaton napisał historię Żydów na podstawie wiadomości uzyskanych od Hierombala (Jeruba'ala), kapłana boga Jahwe, i poświęcił ją królowi Berytusu Abelbalowi (lub Abibalowi).
Kolejność bogów i ich genealogię znaną Fenicjanom, podobnie jak zebrane z Filona cytowane fragmenty, od dawna uznawano za źródło pomocnicze dla ogólnej kompozycji greckiej Theogonii Hezjoda. Podobnie traktowane są imiona bóstw na tabliczkach z Ugaritu zapisanych pismem klinowym.